# Історія нафтових промислів Борислава
Історія нафтових промислів Борислава

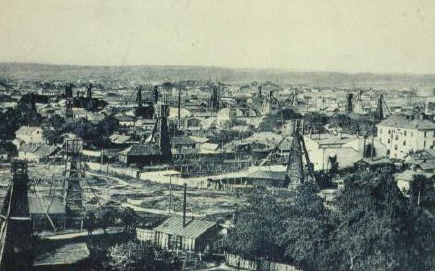
Панорама м. Борислава. Нафтові вежі. Поштова листівка 1920-ті рр.

## Перші спроби видобутку нафти
Нафтопрояви в Українських Карпатах місцеве населення спостерігало з давніх-давен, що позначилося на топонімах, які походять від автохтонної назви нафти — ропа: Роп'янка, Ріпне, Ропиця та ін. В Україні нафту вперше почали видобувати на Прикарпатті в XVI — на початку XVII ст. (для порівняння — в Російській імперії промислове видобування нафти розпочато в 60-х роках XIX ст. в районі Баку).

## XVIст.— XVIII ст.
Ще в XVI ст. Дрогобич отримав привілей на освітлення вулиць «скельним олієм». Перша згадка про карпатську нафту зустрічається в літературі 1617 р. На старовинному промислі Слобода Рунгурська її добували в 1711 р.

## XIX ст.
На початку XIX ст. нафтові поклади було відкрито в смузі від Добромиля через Дрогобич до Кут і далі до Румунії.
1853 р. Роберт Домс відкрив у Бориславі перше нафтоперегінне підприємство, де використовувався патент Й. Зега.
Бориславське нафтогазове родовище почали розробляти у 1853 р. Нафтові ями тут розміщували переважно вздовж річки Тисмениці. У 1865 р. в Бориславі функціонувало близько 5 тис. ям глибиною 35-40 м. Добова продуктивність однієї копанки досягала 130—140 кг.
У 1855-65 рр. вартість щорічного видобутку нафти та озокериту в Галичині оцінювалася в 15 млн золотих. У 1865 р. за межі Галичини вивезено 150 т нафти. У 1870 р. видобуток нафти у Бориславі досяг 10,6 тис. т. Тут діяло бл. 800 дрібних підприємств, наяких працювало майже 10 тис. робітників. Розширюється нафтовидобуток і на Станіславщині.
У 1871 р в Слободі Рунгурській, що біля Печеніжина, закладено шахту, яка давала нафту. У 1886 р. у Бориславі розпочато буріння свердловин механічним ударним способом. Пробурено перших 9 свердловин з добовим дебітом 4 т.
У 1893 р. у Бориславі вперше розпочато буріння свердловин канатним способом. Вже у 1894 р. перші свердловини дали до 150 т нафти на добу. Свердловинний спосіб видобутку повністю витісняє колодязний.
У той час нафтова промисловість розвивалася дуже швидко. Австро-Угорщина посідала третє місце з видобутку нафти у світі. А найбагатшим нафтовим регіоном імперії була Галичина. Саме галицькі містечка, серед яких і Борислав, давали понад 90% видобувної нафти, що становило 5% світового видобутку. У 1901-му Бориславсько-Тустановицьке родовище мало 249 свердловин і 1740 шахт. На 1909 рік Борислав став одним із найуспішніших нафтових теренів, який прирівнювали до міста нафтових магнатів – Баку. Нафтовидобувними компаніями переважно володіли іноземці або місцеві поляки та євреї. Українці майже не мали вигоди з нафтової промисловості. Мешканець Борислава Михайло Левицький згадував, що «Борислав був під польським і частково [єврейським] впливом. Поляки займали всі важливі місця в Бориславі, а [євреї] були власниками нафтових фірм. Тому тяжко було українцям дістати працю».
Глибина свердловин досягає 800 м і більше. Деякі свердловини дають фонтани до 3 тис. т нафти на добу з глибини понад 1000 м. «Галицька Каліфорнія» — Борислав приваблювала підприємців з усієї Європи і світу. Видобуток нафти зростає.
У 1912 р. Андрей Шептицький запросив європейських фахівців дослідити територію щодо нафтовидобування в селі Перегінське Дрогобицько-Бориславського нафтового басейну, а за кілька років став співзасновником нафтових акційних спілок – «Унія» та «Радова». Компанія об’єднала землі церкви та простих селян, які не мали змоги добувати нафту самостійно. Коли Шептицький передавав в оренду нафтовидобувним підприємствам земельні ділянки, то вимагав від них забезпечити робітникам «соціальний пакет» – належні умови праці.
У 1906 р. у Бориславському нафтовому р-ні було видобуто 562 тис. т нафти, а в 1909 р. — понад 1,9 млн т. Зростає видобуток нафти в районі Стрільбич. У 1881 р. тут діяло всього 10 колодязів, а в 1899 р — 21 свердловина. Річний видобуток нафти на родовищі зріс від 100 т (1886 р) до 2300 т (1890 р).
У районі Східниці в 1889 р. було 36 нафтових колодязів, в 1898 р. тут діяло 388 свердловин, які дали 168480 т нафти, а в 1901 р. число свердловин досягло 500. Зростав видобуток нафти і в інших нафтоносних р-нах Галичини, зокрема на Станіславщині. В р-ні Космача перші бурові роботи розпочалися в 1899 р. У 1905 р. тут діяло 4 свердловини з яких видобуто 1080 т нафти. На цьому рівні видобуток нафти залишився до першої світової війни.
Початок нафтовидобутку в р-ні Пасічної відноситься до 1880 р. У 1891 р. тут діяло 12 свердловин, які давали 690 т нафти, а в 1902 р. — 55 свердловин, які давали 2360 т нафти.
Першу свердловину в р-ні Биткова було закладено в 1897 р, а у 1910 р. тут діяло 18 свердловин з загальним дебітом 21470 т нафти. З 1886 р. почався видобуток нафти біля с. Майдан.
Перші бурові роботи в р-ні Ріпного розпочалися в 1887 р. У 1892 р. тут діяло 11 свердловин, у 1896 р. — 28 з видобутком нафти 2360 т на рік.
Нафтопромисел біля Слободи Рунгурської у 1890 р. дав 240 т нафти, а у 1904 р. — 4890 т. З 1893 р. нафта видобувалася в р-ні Витвиці (біля Болехова).

## Перша половина XX ст.
У 1908 р. фірма «Голендерський нафтовий синдикат» побудувала на ділянці Тустанович-Бориславського нафтового родовища свердловину «Ойл-Сіті». 13 червня вона дала нафту з глибини 1016 м. Дебіт свердловини зростав до 3000 т нафти на добу, що було максимальним видобутком на одну свердловину.
Якщо в період 1890—1893 рр. в цілому по Галичині видобували понад 90 тис. т нафти, то в 1894 р. — понад 130 тис. т, у 1895 — понад 210 тис. т, у 1896—1900 рр. — 310—330 тис. т, у 1902 р. — понад 570 тис. т, у 1903—1906 рр. — 700—800 тис. т, у 1907 р. — понад 1170 тис. т, у 1909 р. — понад 2 млн т.
Після 1919 р. на Прикарпатті створили ряд акціонерних товариств з видобутку й переробки нафти: «Малопольське нафтове товариство», «Польська спілка з реалізації нафти», фірми «Борислав», «Вакуум», «Карпати», «Франко-Полонія» та ін. Господарями цих товариств та фірм були американські, англійські, французькі та німецькі підприємці. Видобуток нафти зменшується.
У Бориславському нафтовому р-ні у 1913 р. було видобуто понад 1 млн т нафти, а в 1938 р. — тільки 0,5 млн т. Тоді на Галичині діяло бл. 40 нафтопромислів, бл. 4100 свердловин.
Після 1939 р. промислові підприємства нафтогазоозокеритової галузі були націоналізовані і підпорядковані тресту «Укрнафтовидобуток» (управління в Бориславі). Німецька окупація перервала розвиток нафтогазової промисловості, який відновлюється в 1944 р.

## Друга половина XX ст.
У 1950 р. дала нафту перша потужна свердловина в Долині. В 1952 р. тут утворено нафтовидобувне підприємство «Долинанафта». За 1950-55 рр. видобуток нафти в Долинському нафтовому р-ні зріс у 20 разів. У 1953 р. на основі Битківського нафтопромислу і Надвірнянської нафторозвідки створено Битківську контору буріння, а в 1957 р. нафтовидобувне підприємство «Надвірнафта». Всі підприємства галузі увійшли у об'єднання «Укрнафта».
В 1969-72 рр. проведена реорганізація об'єднання «Укрнафта». У середині 60-х років XX ст. видобуток нафти на Прикарпатті досяг максимуму. Подальше зниження видобутку — закономірний процес, пов'язаний з вичерпанням запасів. З 1966 р. застосовуються нові методи заводнення, циклічного витиснення водою нафти з продуктивних пластів. У 1975 р. шляхом надглибокого буріння відкрито Новосхідницьке нафтогазове родовище.
Свердловина 3-Новосхідниця з глибини 4350 м дала нафту при дебіті понад 300 т за добу. Сумарно на 01.01.2000 р. свердловина видала 730 тис. т нафти і 284 млн м3 газу. Це найкращий показник видобутку нафти на одну свердловину на Прикарпатті.

## Нові часи
В жовтні 1992 р. на Прикарпатті видобуто стомільйонну тонну нафти від часу облікування, тобто з 1886 р. В Бориславському нафтогазоносному р-ні випомпували з надр 42,8 млн т нафти, 261,1 тис. т конденсату та 18,325 млрд м3 газу.
В Долинському р-ні — 46,1 млн т нафти. У Надвірнянському р-ні — 11,1 млн т. При цьому фонтанний фонд свердловин становив 2,8 %, а механізований — 97,2 %.
Виробка видобувних запасів нафти по Бориславському родов. склала 72,6 %, по Східницькому — 99,5 %, у решти родовищ виробка запасів менша. Починаючи з середини 90-х років XX ст. пошуково-розвідувальні роботи на Прикарпатті різко скорочені.